# Batten (krater)
För andra betydelser, se Batten.
Batten är en nedslagskrater med en diameter på 65 kilometer, på planeten Venus. Batten har fått sitt namn efter den nyzeeländska flygaren Jean Batten.